# A Christmas to Remember (2016)
A Christmas to Remember is een Canadees-Amerikaanse romantische kerstfilm van Hallmark Channel uit 2016. De televisiefilm werd  geregisseerd door David Weaver en heeft Mira Sorvino en Cameron Mathison in de hoofdrollen.

## Verhaal
Jennifer Wade is een perfectionistische tv-persoonlijkheid die even een pauze nodig heeft van haar drukke leven. Ze besluit om een tijdje in een chalet in de bergen door te brengen. Op weg naar het bergdorpje raakt ze met haar auto van de besneewde weg en wanneer ze weer bijkomt lijdt ze aan geheugenverlies. Veearts John Blake, een vriendelijke weduwnaar met drie kinderen, neemt haar in huis. Gaandeweg bloeit er iets mooi tussen John en Jennifer, die zich nu Maggie noemt, en ook de kinderen raken gehecht aan haar. Wanneer haar geheugen terugkeert zal ze echter moeten kiezen tussen haar drukke leven in New York en het gezin van John.

## Rolverdeling
| Acteur           | Personage                     |
| ---------------- | ----------------------------- |
| Mira Sorvino     | Jennifer / Maggie             |
| Cameron Mathison | John                          |
| Jesse Filkow     | Kyle                          |
| Bailey Skodje    | Daisy                         |
| Elle McKinnon    | Jamie                         |
| Brenda Crichlow  | Paula                         |
| Steve Bacic      | Brad                          |
| Kevin McNulty    | Dan                           |
| Wendy Abbott     | Bunny                         |
| John Innes       | Emmett                        |
| Ona Grauer       | Brooke                        |
| Tanya Champoux   | Holly Barbour                 |
| Brad Dryborough  | Stan Barbour                  |
| Eric Keenleyside | sheriff Tim Edwards           |
| Patricia Drake   | Dr. Sylvia Edwards            |
| Conor Gomez      | hulpsheriff Darren / kerstman |
| Brenda Matthews  | Nancy Varney                  |
| Ian Collins      | Walt                          |
| Graeme Duffy     | Ian                           |